# World Doubles Championships 1978 - Doppio
Il doppio del torneo di tennis World Doubles Championships 1978, facente parte del WTA Tour 1978, ha avuto come vincitrici Billie Jean King e Martina Navrátilová che hanno battuto in finale Virginia Wade e Françoise Dürr con il punteggio di 6–4, 6–4.

## Teste di serie
1. Billie Jean King /  Martina Navrátilová (Campionesse)
2. Kerry Reid /  Wendy Turnbull (semifinali)
3. Betty Stöve /  Evonne Cawley (semifinali)
4. Virginia Wade /  Françoise Dürr (finale)

1. Rosie Casals /  Joanne Russell (primo turno)
2. Greer Stevens /  Mona Guerrant (primo turno)
3. Kristien Shaw /  Janet Newberry (primo turno)
4. Patricia Bostrom /  Marita Redondo (primo turno)

## Tabellone

### Legenda
| - Q = Qualificato - WC = Wild card - LL = Lucky loser | - ALT = Alternate - SE = Special Exempt - PR = Protected Ranking | - w/o = Walkover - r = Ritirato - d = Squalificato |

|  | Primo turno | Primo turno                     | Primo turno                     | Primo turno | Primo turno |  |  | Semifinali | Semifinali                     | Semifinali | Semifinali                   | Semifinali                   |   |   | Finale | Finale                         | Finale                         | Finale | Finale |  |
|  |             |                                 |                                 |             |             |  |  |            |                                |            |                              |                              |   |   |        |                                |                                |        |        |  |
|  | 1           | Billie Jean King M Navrátilová  | Billie Jean King M Navrátilová  | 6           | 6           |  |  |            |                                |            |                              |                              |   |   |        |                                |                                |        |        |  |
|  | 6           | Greer Stevens Mona Guerrant     | Greer Stevens Mona Guerrant     | 3           | 3           |  |  | 1          | Billie Jean King M Navrátilová | 4          | 6                            | 6                            |   |   |        |                                |                                |        |        |  |
|  | 3           | Betty Stöve Evonne Cawley       | Betty Stöve Evonne Cawley       | 6           | 6           |  |  | 3          | Betty Stöve Evonne Cawley      | 6          | 3                            | 4                            |   |   |        |                                |                                |        |        |  |
|  | 8           | Patricia Bostrom Marita Redondo | Patricia Bostrom Marita Redondo | 3           | 1           |  |  |            |                                |            |                              |                              |   |   | 1      | Billie Jean King M Navrátilová | Billie Jean King M Navrátilová | 6      | 6      |  |
|  | 4           | Virginia Wade Françoise Dürr    | 6                               | 1           | 6           |  |  |            |                                | 4          | Virginia Wade Françoise Dürr | Virginia Wade Françoise Dürr | 4 | 4 |        |                                |                                |        |        |  |
|  | 5           | Rosie Casals Joanne Russell     | 4                               | 6           | 4           |  |  | 4          | Virginia Wade Françoise Dürr   | 3          | 6                            | 6                            |   |   |        |                                |                                |        |        |  |
|  | 2           | Kerry Reid Wendy Turnbull       | Kerry Reid Wendy Turnbull       | 6           | 7           |  |  | 2          | Kerry Reid Wendy Turnbull      | 6          | 0                            | 3                            |   |   |        |                                |                                |        |        |  |
|  | 7           | Kristien Shaw Janet Newberry    | Kristien Shaw Janet Newberry    | 3           | 5           |  |  |            |                                |            |                              |                              |   |   |        |                                |                                |        |        |  |